# Torre Canavese
Torre Canavese (tiếng Piedmonte: La Tor Bèr) là một đô thị ở tỉnh Torino trong vùng Piedmont, có vị trí cách khoảng 35 km về phía bắc của Torino, nước Ý.
Torre Canavese giáp các đô thị: Castellamonte, Quagliuzzo, Strambinello, Baldissero Canavese, San Martino Canavese, Bairo, và Agliè.